# Søborg
Søborg – przedmieście w Danii w gminie Gladsaxe. Liczba ludności (szacowana na około 20 000 osób) jest trudna do określenia ze względu na brak formalnych granic przedmieścia.